# Paro (Grecia)
Paro o Paros (in greco Πάρος?, Páros) è una delle più grandi isole dell'arcipelago delle Cicladi, situata nel Mar Egeo, famosa per una particolare varietà di marmo bianco (detta marmo pario) e per essere patria del poeta Archiloco. Dal punto di vista amministrativo costituisce un comune della periferia dell'Egeo Meridionale (unità periferica di Paro). La principale città è Paroikia. 

## Storia
Dopo la battaglia di Maratona, conclusasi con la vittoria da parte degli Ateniesi sui Persiani, il comandante greco Milziade ricevette l'incarico di guidare una spedizione per la conquista di Paro. L'assalto però fallì, e lo stesso comandante ne rimase ferito. Per questo, Milziade venne accusato di inganno contro gli Ateniesi, e sottoposto a processo. Il verdetto fu a sfavore del comandante, che venne condannato al pagamento di un'ingente somma. Poco tempo dopo egli morì di gangrena, in seguito alle ferite riportate nello scontro.
Nel XV-XVI secolo rimase sotto la signoria della potente famiglia veneziana dei Venier.
È oggi separata da Nasso, ma unita ad essa nel linguaggio comune sotto il nome di Paronaxia.

## Amministrazione
Il comune omonimo è formato da Paro e da numerosi isolotti disabitati nei dintorni con una popolazione, al censimento 2001, di 12 853 abitanti.